# 295299 Nannidiana
295299 Nannidiana è un asteroide della fascia principale. Scoperto nel 2008, presenta un'orbita caratterizzata da un semiasse maggiore pari a 2,5614993 au e da un'eccentricità di 0,1891804, inclinata di 14,42562° rispetto all'eclittica.
L'asteroide è dedicato a Giovanni, detto Nanni, Foglia e Diana Damiani, genitori di Sergio Foglia.